# 沃迪納 (印第安納州)
沃迪納（英語：Wadena）是位於美國印第安納州本頓縣的一個非建制地區。該地的面積和人口皆未知。

## 地理
沃迪納的座標為40°41′36″N 87°16′36″W / 40.69333°N 87.27667°W，而該地的平均海拔高度為243米（即797英尺）。